# زیلویا ناید
زیلویا ناید (به آلمانی: Silvia Neid) (زادهٔ ۲ مه ۱۹۶۴ در والدورن) بازیکن پیشین تیم ملی فوتبال زنان آلمان است. وی پس از دوره کوتاهی دستیاری در کنار تینا توینه از ژوئیه ۲۰۰۵ به عنوان سرمربی تیم ملی زنان آلمان خدمت می‌کند. ناید با داشتن هفت قهرمانی ملی و شش قهرمانی در جام حذفی فوتبال زنان آلمان به عنوان موفقترین فوتبالیست زن آلمان شناخته می‌شود.